# 仁賀克雄
仁賀 克雄（じんか かつお、1936年〈昭和11年〉12月23日 - 2017年〈平成29年〉12月22日）は、日本の作家、英米文学翻訳家、アンソロジスト、文芸評論家。本名は大塚勘治で、ペンネームの由来は本名を逆読みしたもの。

## 経歴
神奈川県横浜市生まれ。神奈川県立横須賀高等学校、早稲田大学第一商学部卒業。在学中の1957年（昭和32年）、江戸川乱歩を顧問に迎えてワセダミステリクラブを創設し、幹事長となる。
卒業後は北スマトラ海洋石油資源開発（のちに現在の国際石油開発帝石に合併され消滅）、アラビア石油に勤務する傍ら、創作活動や海外のミステリ小説、ホラー小説、SF小説の研究・翻訳やアンソロジー編集などを行った。1962年（昭和37年）、『ヒッチコック・マガジン』に、レイ・ブラッドベリ「みずうみ」を矢代邦彦名義で翻訳・掲載して翻訳者でデビューした。書籍全体の翻訳は、山下武に示唆されて担ったハワード・フィリップス・ラブクラフト作品集『暗黒の秘儀』（創土社）が最初だった。
また、特に切り裂きジャック関連の研究に関しては有名で、日本で唯一のリッパロロジスト（切り裂きジャック研究家）とされる場合がある。1982年（昭和57年）3月、小説「スフィンクス作戦」で徳間文庫発刊記念総額二〇〇〇万円懸賞小説佳作を受賞した。時事通信社書評委員の経験もある。
翻訳の下訳者出身の弟子に柿沼瑛子。翻訳学校での弟子に横山啓明、駒月雅子、白須清美、武藤崇恵らがいる。翻訳学校での弟子たちはベルファイア・クラブという名前で集まりをもっている。
2017年（平成29年）12月22日、肝臓癌のため死去。80歳没。

## 小説作品
- 『放課後の殺人者』（朝日ソノラマ ソノラマ文庫）1976年11月
- 『「地獄の火」殺人事件』（講談社）1995年4月
- 『「ドラキュラ」殺人事件』（講談社ノベルス）1997年8月
- 「スペース・レインジャー」シリーズ
  - 『白い女神の復讐』（朝日ソノラマ ソノラマ文庫）1980年
  - 『黒の三角宙域』（朝日ソノラマ ソノラマ文庫）1981年
  - 『赤い炎の暗殺者』（朝日ソノラマ ソノラマ文庫）1983年

## 主な研究書・ノンフィクション
- 『世界史の謎』（大陸書房）1971年
- 『大推理 古代史のなぞ』（学習研究社 ユアコースシリーズ）1976年
- 『海外ミステリ入門 あなたに教える殺人の方法』（朝日ソノラマ Key books）1976年
- 『名探偵30人の朝鮮 センスをみがく推理パズル』（永岡書店）1984年
- 『ロンドンの恐怖 切り裂きジャックとその時代』（早川書房）1985年、1988年にハヤカワ文庫で再刊
  - 改題『切り裂きジャック 決定版』（筑摩書房 ちくま文庫）2013年
- 『海外ミステリ・ガイド』（朝日ソノラマ ソノラマ文庫海外シリーズ 別巻）1987年
- 『現代海外ミステリ・ベスト100』（社会思想社 現代教養文庫1400）1991年
- 『海外ミステリ・ジャンルベスト100』（社会思想社 現代教養文庫1493）1993年
- 『海外ミステリ探偵ベスト100』（社会思想社 現代教養文庫1553）1994年
- 『海外ミステリ・ゼミナール 読書案内決定版』（朝日ソノラマ）1994年
- 『ドラキュラ誕生』（講談社現代新書) 1995年
- 『新・ロンドンの恐怖 切り裂きジャックの犯行と新事実』（原書房）1997年
  - 改題『切り裂きジャック 闇に消えた殺人鬼の新事実』（講談社文庫）2004年
- 『図説 切り裂きジャック』（河出書房新社 ふくろうの本）2001年
- 『ロンドンの怪奇伝説』（メディアファクトリー ダ・ヴィンチ編集部）2002年
- 『リジー・ボーデン事件の真相 アメリカ犯罪史上空前の連続殺人』（河出書房新社）2004年
- 『新海外ミステリ・ガイド』（論創社）2008年

## 監修
- 『江戸川乱歩99の謎 生誕百年・探偵小説の大御所』（二見書房 二見wai wai文庫）1994年
- 『海外ミステリ全カタログ〈'95-97年版〉』（日本テレビ放送網）1994-96年

## 翻訳
- 『秘密兵器事件 ナポレオン・ソロ』（ジョン・T・フィリフェント、久保書店QTブックス）1968年
- 『ミステリー短編傑作集 第2集』（エラリィ・クィーン選、洋販出版 洋販ライブラリィー）1968年
- 『異次元への冒険』（ジェリイ・ソール、早川書房 ハヤカワSF文庫）1970年
- 『世界の謎』（ドワイト・ミラー、大陸書房）1970年
- 『大統領候補暗殺 スーパースペード#1』（B・B・ジョンソン、早川書房 世界ミステリシリーズ）1971年
- 『なぞの幽霊屋敷』（S・ジャクソン原作、生頼範義絵、朝日ソノラマ 少年少女世界恐怖小説7）1972年
- 『異次元の新世界』（ジェリー・ソール原作、朝日ソノラマ 少年少女世界冒険小説6）1973年
- 『吸血鬼』（リチャード・マシスン他原作、朝日ソノラマ 少年少女怪奇の世界1）1974年
- 『海底の剣』（ダンカン・カイル、早川書房、ハヤカワ文庫NV）1976年
- 『プレーグ・コートの殺人』（カーター・ディクスン、早川書房 ハヤカワ・ミステリ文庫）1977年
- 『消された時間』（ビル・S・バリンジャー、早川書房 ハヤカワ・ミステリ文庫）1978年
- 『密輸鉱山』（ハモンド・イネス、早川書房 ハヤカワ文庫NV）1979年
- 『アメリカン・ゴシック（英語版）』（ロバート・ブロック、早川書房 Hayakawa novels）1979年
- 『氷島基地脱出!』（コリン・フォーブス、早川書房 ハヤカワ・ノヴェルズ）1980年
- 『フランケンシュタインのライヴァルたち』（マイケル・パリー編、早川書房 ハヤカワ文庫NV）1981年
- 『怒りの神』（フィリップ・K・ディック & ロジャー・ゼラズニイ、サンリオSF文庫）1982年
- 『宇宙の操り人形：P.K.ディック初期の長編SF』（フィリップ・K・ディック、朝日ソノラマ ソノラマ文庫海外シリーズ4）1984年
- 『恐怖のハロウィーン』（アイザック・アシモフ編、徳間文庫）1986年
- 『アンダーウッドの怪』（デイヴィッド・H・ケラー、国書刊行会 アーカム・ハウス叢書）1986年
- 『戦慄のハロウィーン』（アラン・ライアン編、徳間文庫）1987年
- 『殺しのグルメ』（ロバート・ブロック、徳間文庫）1989年
- 『切り裂きジャック 世紀末ロンドンの殺人鬼は誰だったのか?』（コリン・ウィルソン,ロビン・オーデル、徳間書店）1990年、のち文庫
- 『宇宙の操り人形』（フィリップ・K・ディック、筑摩書房 ちくま文庫）1992年
- 『シャーロキアン殺人事件』（アントニー・バウチャー、社会思想社 現代教養文庫3045）1995年
- 『死が二人をわかつまで』（ジョン・ディクスン・カー、国書刊行会、世界探偵小説全集11）1996年、のちハヤカワ・ミステリ文庫
- 『ハリウッド・ゴシック ドラキュラの世紀』（デイヴィッド・J・スカル、国書刊行会）1997年
- 『19世紀絵入り新聞が伝えるヴィクトリア朝珍事件簿：猟奇事件から幽霊譚まで』（レナード・ダヴリース編、原書房）1998年
- 『乱歩の選んだベスト・ホラー』（森英俊,野村宏平編、共訳、筑摩書房 ちくま文庫）2000年
- 『ポオ収集家』（ロバート・ブロック、新樹社）2000年
- 『煙の中の肖像』（ビル・S・バリンジャー、小学館 Shogakukan mystery クラシック・クライム・コレクション）2002年
- 『リジー・ボーデン事件』（ベロック・ローンズ、早川書房 ハヤカワ・ミステリ）2004年
- 『有栖川有栖の鉄道ミステリ・ライブラリー』（有栖川有栖編、共訳、角川文庫）2004年
- 『最後の一壜 スタンリイ・エリン短篇集』（共訳、早川書房 ハヤカワ・ミステリ）2005年
- 『フランス鍵の秘密』（フランク・グルーバー、早川書房 ハヤカワ・ミステリ）2005年
- 『不思議の森のアリス』（リチャード・マシスン、論創社、ダーク・ファンタジー・コレクション = Dark fantasy collection 2）2006年
- 『愛する者に死を』（リチャード・ニーリイ、早川書房 ハヤカワ・ミステリ）2007年
- 『亡き妻へのレクイエム』（リチャード・ニーリイ、早川書房 ハヤカワ・ミステリ）2008年
- 『謎の物語』（紀田順一郎編、共訳、筑摩書房 ちくま文庫）2012年
- 『リッジウェイ家の女』（リチャード・ニーリィ、扶桑社ミステリー文庫）2014年
- 『噂のレコード原盤の秘密』（フランク・グルーバー、論創社 論創海外ミステリ）2016年

### C・L・ムーア
原作者は「C・L・ムーア」を参照。
- 『大宇宙の魔女 ノースウェスト・スミス』（早川書房 ハヤカワSF文庫）1971年 - シャンブロウ
- 『異次元の女王 ノースウェスト・スミス』（早川書房 ハヤカワSF文庫）1972年
- 『暗黒界の妖精 ノースウェスト・スミス』（早川書房 ハヤカワSF文庫）1973年
- 『暗黒神のくちづけ - 処女戦士ジレル』（早川書房 ハヤカワ文庫）1974年
- 『新世界の黎明』（早川書房 ハヤカワ文庫）1975年
- 『たそがれの地球の砦』（ヘンリイ・カットナーとの共著、早川書房 ハヤカワ文庫）1976年
- 『銀河の女戦士：唯一の長編スペース・ファンタジー』（朝日ソノラマ ソノラマ文庫海外シリーズ11）1985年

## 編訳
- 『暗黒の秘儀 ラブクラフト傑作集』[6]（創土社）1972年、のちソノラマ文庫海外シリーズ
- 『切り裂きジャックはあなたの友 ロバート・ブロック短篇集』（早川書房 ハヤカワ文庫 NV）1979年
- 『火星の笛吹き』（レイ・ブラッドベリ、徳間書店）1979年、のち徳間文庫、ちくま文庫より再刊
- 『猫に関する恐怖小説』（フレドリック・ブラウン他、徳間書店）1980年、徳間文庫より再刊
- 『モンスター伝説 世界的怪物の新アンソロジー』（ロバート・ブロック他、朝日ソノラマ ソノラマ文庫海外シリーズ1) 1984ン絵
- 『機械仕掛けの神 黄金の50年代SF傑作選』（リチャード・マシスン他、朝日ソノラマ ソノラマ文庫海外シリーズ3）1984年
- 『アメリカ鉄仮面 仮面の正体を探るSFサスペンス』（アルジス・バドリス、朝日ソノラマ ソノラマ文庫海外シリーズ8）1984年
- 『暗黒の秘儀 コズミック・ホラーの全貌』（ハワード・フィリップス・ラヴクラフト、朝日ソノラマ ソノラマ文庫海外シリーズ21）1985年
- 『悪夢のカーニバル』（レイ・ブラッドベリ、徳間文庫）1985年
- 『ミステリの美学』（ハワード・ヘイクラフト編、成甲書房）2003年
- 『残酷な童話』（チャールズ・ボウモント、論創社 ダーク・ファンタジー・コレクション = Dark fantasy collection7) 2007年
- 『シャンブロウ』（C・L・ムーア、論創社、ダーク・ファンタジー・コレクション = Dark fantasy collection9) 2008年
- 『新・幻想と怪奇』（ローズマリー・ティンパリー他、早川書房 ハヤカワ・ポケット・ミステリ1824）2009年
- 『お菓子の髑髏 ブラッドベリ初期ミステリ短篇集』（レイ・ブラッドベリ、筑摩書房 ちくま文庫）2012年

### フィリップ・K・ディック
- 『地図にない町』（早川書房 ハヤカワ文庫）1976年
- 『人間狩り』（集英社 World.SF）1982年
- 『顔のない博物館』（北宋社）1983年
- 『ウォー・ゲーム ファンタジー&SF短編集』（朝日ソノラマ ソノラマ文庫海外シリーズ12）1985年
- 『人間狩り フィリップ・K・ディック短篇集』（筑摩書房 ちくま文庫）1991年
- 『ウォー・ヴェテラン ディック中短篇集』（社会思想社 現代教養文庫1450) 1992年
- 『ウォー・ゲーム フィリップ・K・ディック短篇集2』（筑摩書房 ちくま文庫）1992年
- 『人間狩り』（論創社 ダーク・ファンタジー・コレクション = Dark fantasy collection）2006年
- 『髑髏』（論創社 ダーク・ファンタジー・コレクション10）2009年

## 編纂
- 『幻想と怪奇 1』（レイ・ブラッドベリ等、早川書房 ハヤカワ文庫）1975年、のち『幻想と怪奇 ポオ蒐集家』として再刊
- 『楽しい悪夢 ロバート・ブロック短篇集』（早川書房 ハヤカワ文庫）1975年
- 『幻想と怪奇 2』（ロバート・ブロック等、早川書房 ハヤカワ文庫）1976年、のち『幻想と怪奇 宇宙怪獣現わる』として再刊
- 『幻想と怪奇 3』（フレドリック・ブラウンほか、早川書房）1978年、のち『幻想と怪奇 おれの夢の女』として再刊
- 『吸血鬼伝説 ドラキュラの末裔たち』（原書房）1997年

## シリーズ監修
- 朝日ソノラマ ソノラマ文庫海外シリーズ[7]
- 論創社 ダーク・ファンタジー・コレクション = Dark fantasy collection

## 参考資料
- 丑寅ｴｲﾄ 第111回 大塚勘治君 (7組）